# Isotomurus antennalis
Isotomurus antennalis är en urinsektsart som beskrevs av Bagnall 1940. Isotomurus antennalis ingår i släktet Isotomurus, och familjen Isotomidae. Arten är reproducerande i Sverige.